# ان-گلیکولیل‌نورامینیک اسید
ان-گلیکولیل‌نورامینیک اسید (به انگلیسی: N-Glycolylneuraminic acid) با فرمول شیمیایی C۱۱H۱۹NO۱۰ یک ترکیب شیمیایی با شناسه پاب‌کم ۱۲۳۸۰۲ است. که جرم مولی آن ۳۲۵٫۲۷ g/mol می‌باشد. 